# Tiger (Schiff, 1910)

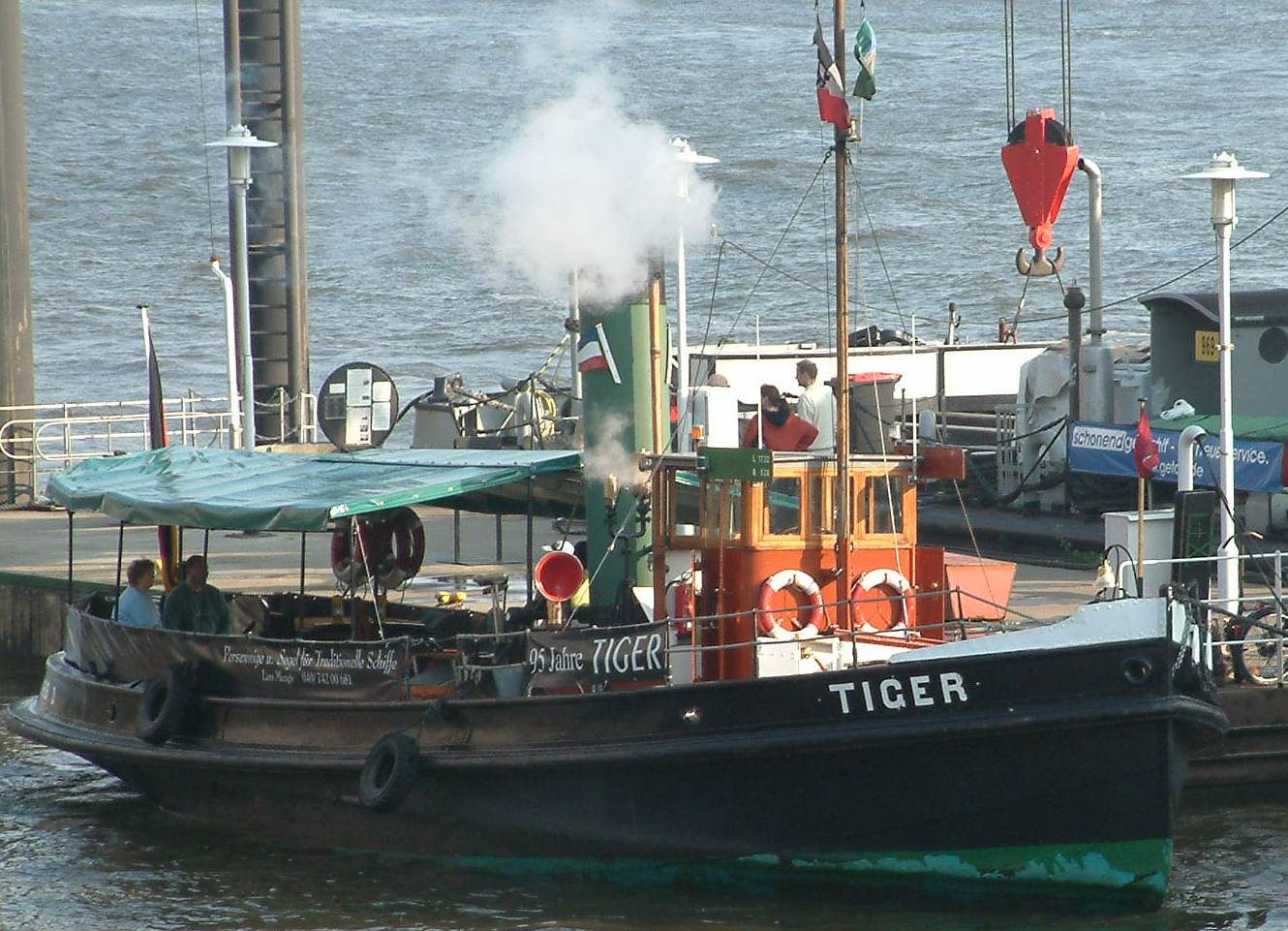
Tiger macht Dampf auf

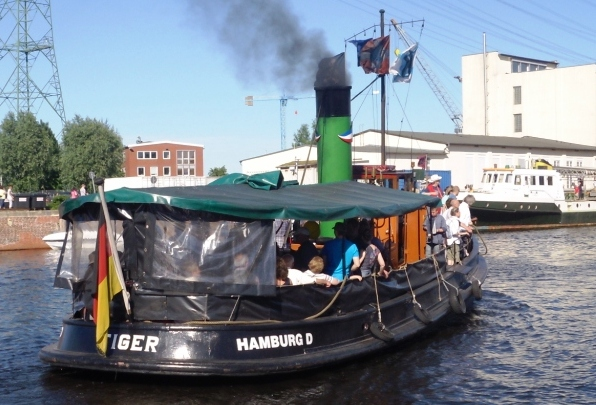
Tiger mit Passagieren beim Harburger Hafenfest 2011

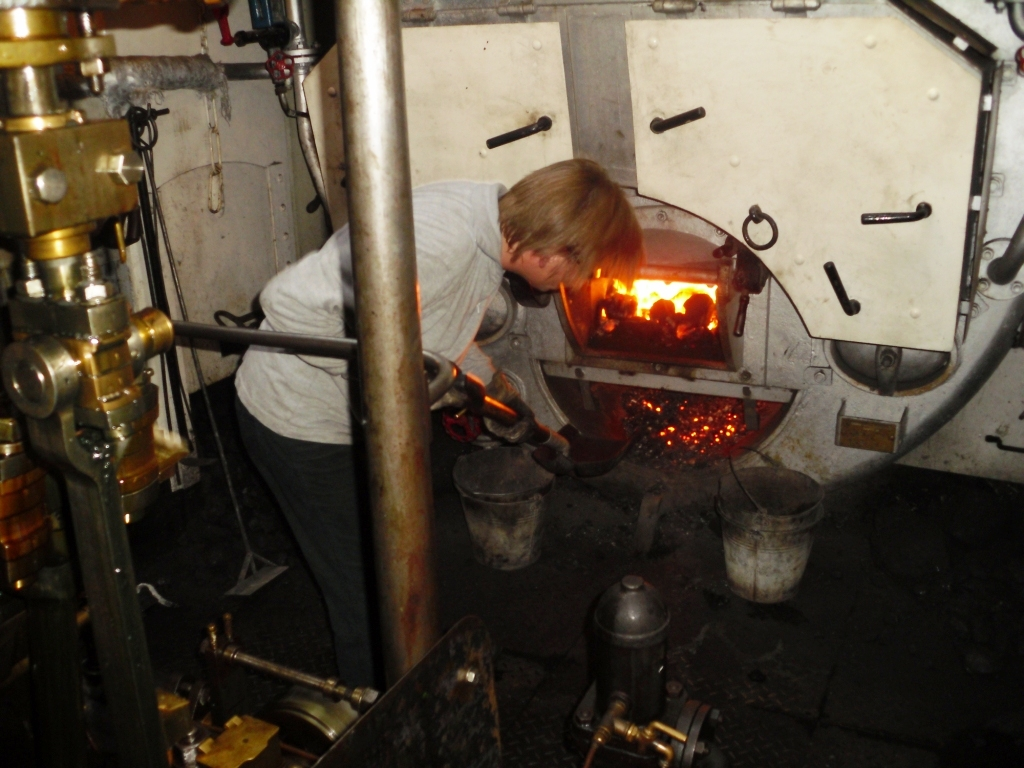
Heizerin auf dem Dampfschlepper Tiger

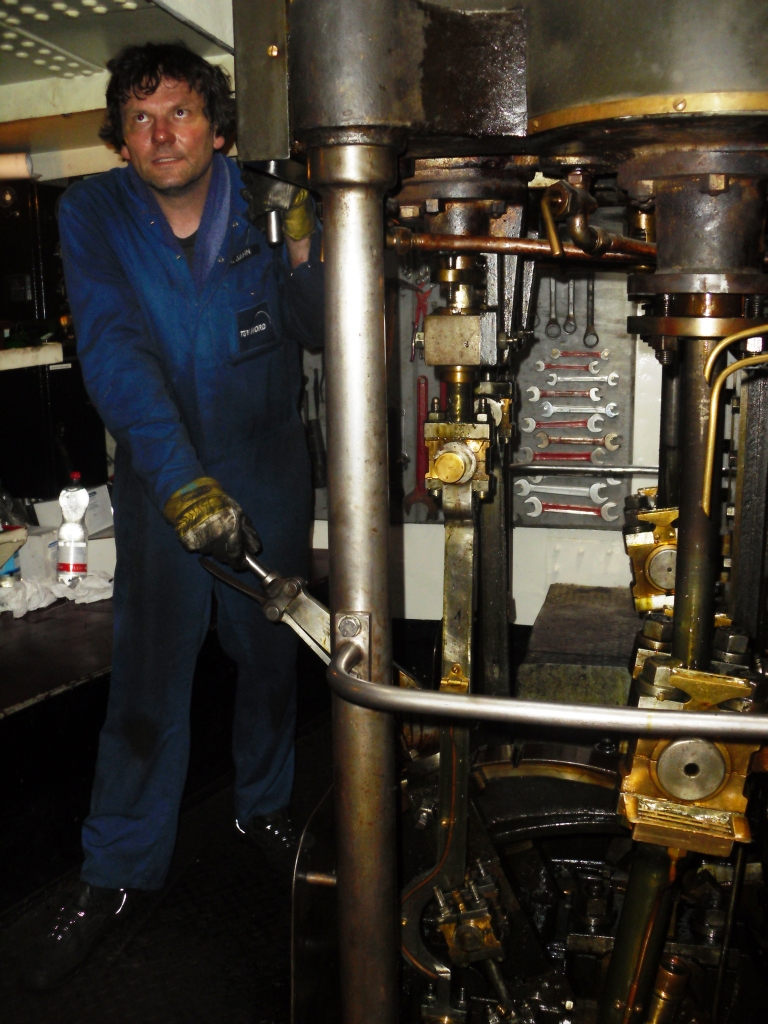
Der Maschinist der Tiger hat ein Auge auf die Stellung der Kurbelwelle und ein Auge auf den Maschinentelegraf

Der Dampfschlepper Tiger wurde 1910 in Hamburg gebaut und prägte durch seinen Dienst auf der Elbe das Bild des Hamburger Hafens bis 1966. Er ist heute im dortigen Museumshafen Oevelgönne zu sehen und wird vom Verein des Museumshafens, unter anderem mit Gästefahrten und Spenden, in betriebsfähigem Zustand erhalten. Am 24. August 2013 wurde das Schiff unter Denkmalschutz gestellt (ID 14421).

## Geschichte
Erbaut wurde der dampfgetriebene Schlepper (Schraubenschleppdampfer) in der Schiffswerfte und Maschinenfabrik (vormals Janssen & Schmilinsky) A.G. und am 15. Februar 1910 in das Binnenschiffsregister eingetragen. Der Schlepper behielt durchgehend den Namen Tiger bei, der jedoch nicht von der gleichnamigen Großkatze, sondern vom Markennamen eines Roggenmehls stammt. Dieses wurde vom Mühlenbetrieb J.P. Lange Söhne hergestellt, der unter anderem eine Korndampfmühle am Hafen (Große Elbstraße) in Altona betrieb und den Tiger, in Form einer Darstellung des Raubtieres, auch in der Firmenflagge führte.
Der Eigner und Betreiber des Schleppers war Jürgen Hinrich Steffen – Ewerführerei und Bugsiergeschäft aus Altona, die auch Aufträge für genannte Mühle fuhr. Der Tiger wurde unter anderem für Leichter- und Bugsierfahrten eingesetzt. So auch auf der Unterelbe bei Fahrten bis Brunsbüttel. Zudem wurden Werft- und Hafenarbeiter transportiert und manchmal sogar Ausflügler an Wochenende ins Alte Land befördert. 1966 aus dem aktiven Dienst genommen, wurde der Tiger noch einige Jahre als Reservefahrzeug vorgehalten.
Durch zwei Vereinsmitglieder des Museumshafen Oevelgönne e. V., unterstützt vom Hamburger Abendblatt und von vielen privaten Geldgebern, konnte der Schlepper vor der Verschrottung bewahrt werden und wurde 1978 als erstes Schiff des Vereins aufgekauft und restauriert. Eine weitere Restaurierung fand in der Zeit von 1997 bis 2001 durch Jugend in Arbeit Hamburg e. V. statt.

## Technische Daten
Das Schiff ist mit 65 BRT vermessen, wurde aus genietetem Stahl gebaut und hat eine Rumpflänge von 17,32 m, eine Breite von 5,26 m und einen Tiefgang von 2,5 m.
Die 240 PS starke Zwei-Zylinder-Verbunddampfmaschine mit einer Drehzahl von 130/min verbraucht 75 kg Kohle pro Stunde. Die Tiger hat einen Flammrohrkessel mit einer Heizfläche von 42 m², einem Wasserinhalt von ca. 5 m³ und fährt bei 12 bar Dampfdruck rund 9 Knoten.
Neben der angehängten Speisepumpe ist eine Dampfstrahlpumpe und eine dampfbetriebene Duplexpumpe zur Speisewasserversorgung vorhanden. Als Speisewasser wird das Wasser der Elbe bzw. das Wasser aus dem Hafen entnommen, da der TIGER keinen geschlossenen Dampfkreislauf mit Kondensator erhielt.